# Synclerostola sedosa
Synclerostola sedosa là một loài bướm đêm trong họ Noctuidae.